# Troy (Michigan)
Pour les articles homonymes, voir Troy (homonymie).
Troy est une ville située dans l’État américain du Michigan. Selon le recensement de 2010, sa population est de 80 980 habitants. Troy est une banlieue de Détroit, dans le comté d'Oakland. C'est la onzième ville de l’État.

## Histoire
Les premiers achats de terrain dans ce qui est devenu le Troy Township sont enregistrés en 1819. Un premier campement, connu sous le nom de Troy Corners, sort de terre deux ans plus tard, après qu'un certain Johnson Niles a acheté 160 acres. La communauté est demeurée essentiellement rurale jusqu'au milieu du XXe siècle. Troy devient une ville en 1955, et sa population augmente ensuite considérablement.
En 2005, pour célébrer le cinquantième anniversaire de la ville, des statues en céramique de castors (chacune de 1,2 mètre de haut), ont été montrées à divers endroits dans la ville. Le castor est la mascotte de Troy, comme le rappelle la route commerciale principale de la ville (Big Beaver Road, littéralement « la route du grand castor »).

## Économie
Au cœur d'un des comtés les plus riches des États-Unis, Troy est un centre d'affaires prospère, en particulier dans les secteurs automobile et financier. En se basant sur la valeur moyenne des propriétés immobilières, Troy est la deuxième ville du Michigan, juste après Détroit. Troy dispose d'un centre commercial haut de gamme, le Somerset Collection, avec entre autres une spectaculaire passerelle et plus de 180 magasins. 
Au nombre des compagnies qui ont leur siège dans la ville, citons :
- Delphi Corporation
- DuPont Automotive
- Kelly Services
- SAE International
- Syntel
- Ziebart

## Population
| Groupe                           | Troy | Michigan | États-Unis |
| -------------------------------- | ---- | -------- | ---------- |
| Blancs                           | 74,1 | 79,0     | 72,4       |
| Asiatiques                       | 19,1 | 2,4      | 4,8        |
| Afro-Américains                  | 4,0  | 14,2     | 12,6       |
| Métis                            | 2,0  | 2,3      | 2,9        |
| Autres                           | 0,6  | 1,5      | 6,4        |
| Amérindiens                      | 0,8  | 0,6      | 0,9        |
| Total                            | 100  | 100      | 100        |
|                                  |      |          |            |
| Hispaniques et Latino-Américains | 2,1  | 4,4      | 16,7       |

Troy est la ville comptant le plus haut pourcentage d'Asio-Américains du Michigan.
Selon le recensement de 2000, le revenu moyen par personne s’élève à 35 936 $ (en 2000) alors que 2,7 % des habitants vivent sous le seuil de pauvreté (indice fédéral).
Troy est classée cinquième ville la plus sûre des États-Unis selon le rapport 2006 de Morgan Quitno.

## Personnalités
- Bud Acton (1942-), joueur professionnel de basket-ball, est né à Troy.